# Svenska bandyfinalen
Svenska bandyfinalen spelas årligen sedan 1907, numera normalt i mars. Det vinnande laget blir svensk mästare i bandy. Sedan 1977 avgörs damernas och herrarnas finaler på samma arena och samma veckoslut.
Finalen avgörs i en enda match. Den spelas från och med 2024 i ABB Arena Syd i Västerås. Tidigare återkommande finalplatser har framför allt varit Stockholms stadion och Söderstadion i Stockholm samt Studenternas IP i Uppsala. Formatet med en enda final är något som innebandyn, med start 2002, och handbollen, med start 2005, tagit efter.

## Historik
Svenska bandyfinaler har spelats sedan 1907 på herrsidan och sedan 1973 på damsidan. Det spelas numera även svenska finaler i bandy för juniorer, ungdomar, skolor, veteraner och så vidare. Finalspelet i de olika indelningsklasserna pågår i en vecka, och avslutades länge med damfinal på lördagen och herrfinal på söndagen. Från och med säsongen 2007/2008 spelades dock både herr- och damfinalen på lördagen, medan P-19-finalen spelades på fredagskvällen. Damfinalen spelades vid lunchtid på lördagen, följd av ICA-finalen för femteklassare i grundskolan, och därefter herrfinalen. Resterande ungdomsfinaler, det vill säga P-17 och F-17, spelades på söndagen.
Inför säsongen 2009/2010 flyttades herrfinalen åter till söndagen, men inför säsongen 2014/2015 flyttades återigen herrfinalen till lördagen, och damfinalen till fredagen, samtidigt som en bronsmatch infördes på herrsidan.
Förr om åren blev det omspel i finalen vid oavgjort resultat. På senare tid har detta ersatts av förlängning och eventuellt straffar. Den första final som avgjordes i sudden death var Motala-Boltic 1987 när Håkan Rohlén avgjorde för Motala på en straff några minuter in i förlängningen. En gång har det hänt att mästerskapstiteln delats. Det skedde 1912 i herrklassen, den då enda existerande, när IFK Uppsala och Djurgårdens IF inte kunde spela om sin final på grund av det milda vädret.
Åtta gånger har finalen spelats på sjöis: 1907, 1910, 1912, 1914, 1915, 1934, 1943 och 1949. På 1960-talet började man spela på konstis, innan dess var isen alltid naturligt frusen och beroende av kallt väder.  Mellan 2013 och 2017 spelades finalen inomhus för att till finalen 2018 åter flytta ut till Studenternas IP.
Från och med 1955 har det också spelats final om junior-SM och från och med 1973 om SM på damsidan. Med åren har man kommit att samordna dessa finaler med herrfinalen, så att evenemangen kan dra publik till varandra.
Från 1991 och fram till 2012 spelades den svenska bandyfinalen på Studenternas IP i Uppsala. I november 2008 beslutades att finalen spelas där även 2010, 2011 och 2012. Göteborg hade uttryckt sin önskan, och det planerades bygge av en anläggning på Heden i Göteborg med plats för 30 000 åskådare. Den 31 mars 2011 klubbades beslutet att bandyfinalen från 2013 ska spelas på Friends Arena i Solna. Den 17 september 2014 meddelades att finalerna 2015–2017 ska spelas på Tele2 Arena. Den 8 maj 2017 meddelades att finalerna flyttas tillbaka till Studenternas IP. Kontraktet är skrivet för finalerna 2018–2021.
I september 2023 beslutade Svenska Bandyförbundet att såväl herr- som dam- och ungdomsfinalerna 2024 spelas i ABB Arena i Västerås. I juni 2024 enades Svenska Bandyförbundet och Västerås kommun att finalerna skulle spelas i Västerås även 2024 och 2025.
Innan finalen flyttades till Studenternas IP 1991 spelades den 1990 på Rocklunda IP i Västerås, dit den flyttades från Söderstadion, där den spelades 1967–1989. Innan Söderstadion spelades finalen i många år, 1913–1965 med vissa undantag, på Stockholms stadion.
Det historiskt sett främsta laget på damsidan är AIK med 15 SM-guld. På herrsidan är Västerås SK främst med 21 SM-guld. Genom att ta titeln 1989 passerades IFK Uppsala som tidigare var mesta mästarna.

## Finaler, herrar
Nedanstående publiksiffror gäller fram till 1971 endast för betalande åskådare, därefter totalpublik (betalande + fribiljetter). Högsta publiksiffran noterades 2013 på Friends arena i finalen mellan Hammarby IF och Sandvikens AIK, då 38 474 personer var på plats. För tittarsiffror på TV kan uppgifterna skilja sig åt mellan olika källor, beroende på vilken mätmetod som används.
| År   | Svenska mästare    | Finalmotståndare   | Finalresultat                 | Spelplats                                     | Publik        | TV        | Tittare         |
| ---- | ------------------ | ------------------ | ----------------------------- | --------------------------------------------- | ------------- | --------- | --------------- |
| 1907 | IFK Uppsala        | IFK Gävle          | 4–1 (2–0)                     | Boulognerskogen, Gävle                        |               |           |                 |
| 1908 | Djurgårdens IF     | Östergötlands BF   | 3–1 (1–0)                     | Norrköpings Idrottspark                       | 100           |           |                 |
| 1909 | AIK                | Djurgårdens IF     | 7–3 (2–1)                     | Stockholms idrottspark                        |               |           |                 |
| 1910 | IFK Uppsala        | IFK Stockholm      | 2–0 (0–0)                     | Brunnsviken, Stockholm                        |               |           |                 |
| 1911 | IFK Uppsala        | Djurgårdens IF     | 6–0 (1–0)                     | Studenternas IP, Uppsala                      |               |           |                 |
| 1912 | IFK Uppsala        | Djurgårdens IF     | 1–1 (1–0) (delad titel)       | Råstasjön, Solna                              | 100           |           |                 |
| 1913 | IFK Uppsala        | AIK                | 2–1 (1–0)                     | Stockholms stadion                            | 2 000         |           |                 |
| 1914 | AIK                | Djurgårdens IF     | 4–2 (3–1)                     | Stora Värtan, Stockholm                       | 1 800         |           |                 |
| 1915 | IFK Uppsala        | AIK                | 2–0 (1–0)                     | Brunnsviken, Stockholm                        | 1 379         |           |                 |
| 1916 | IFK Uppsala        | Djurgårdens IF     | 3–2 (1–1)                     | Stockholms stadion                            | 2 500         |           |                 |
| 1917 | IFK Uppsala        | AIK                | 11–2 (2–1)                    | Stockholms stadion                            | 2 500         |           |                 |
| 1918 | IFK Uppsala        | IK Sirius          | 2–2 (0–1) 4–1 (2–1), omspel   | Stockholms stadion Studenternas IP, Uppsala   | 5 500 2 500   |           |                 |
| 1919 | IFK Uppsala        | IK Göta            | 8–2 (2–2)                     | Stockholms stadion                            | 3 750         |           |                 |
| 1920 | IFK Uppsala        | IF Linnéa          | 3–2 (2–1)                     | Stockholms stadion                            | 2 211         |           |                 |
| 1921 | IK Sirius          | IFK Uppsala        | 2–2 (1–0) 5–2 (3–1) omspel    | Studenternas IP, Uppsala Stockholms stadion   | 3 000 3 478   |           |                 |
| 1922 | IK Sirius          | Västerås SK        | 3–2 (1–0)                     | Stockholms stadion                            | 6 909         |           |                 |
| 1923 | Västerås SK        | IF Linnéa          | 2–1 (1–0)                     | Stockholms stadion                            | 3 036         |           |                 |
| 1924 | Västerås SK        | IF Linnéa          | 4–1 (4–0)                     | Stockholms stadion                            | 6 780         |           |                 |
| 1925 | IK Göta            | Västerås SK        | 7–5 (4–1)                     | Stockholms stadion                            | 9 060         |           |                 |
| 1926 | Västerås SK        | IK Sirius          | 1–0 (1–0)                     | Stockholms stadion                            | 6 532         |           |                 |
| 1927 | IK Göta            | Västerås SK        | 5–1 (2–0)                     | Stockholms stadion                            | 8 856         |           |                 |
| 1928 | IK Göta            | IK Sirius          | 5–3 (3–0)                     | Stockholms stadion                            | 6 382         |           |                 |
| 1929 | IK Göta            | Västerås SK        | 5–1 (1–1)                     | Stockholms stadion                            | 5 787         |           |                 |
| 1930 | SK Tirfing         | Djurgårdens IF     | 1–0 (1–0)                     | Stockholms stadion                            | 3 559         |           |                 |
| 1931 | AIK                | IF Göta            | 4–3 (2–1)                     | Stockholms stadion                            | 9 213         |           |                 |
| 1932 | IF Göta            | Västerås SK        | 3–2 (2–0)                     | Stockholms stadion                            | 8 454         |           |                 |
| 1933 | IFK Uppsala        | IF Göta            | 11–1 (4–0)                    | Stockholms stadion                            | 9 307         |           |                 |
| 1934 | Slottsbrons IF     | IFK Uppsala        | 1–1 (0–0) 6–0 (2–0) omspel    | Stockholms stadion Sandbäckstjärnet, Karlstad | 10 748 8 660  |           |                 |
| 1935 | IF Göta            | Västerås SK        | 5–2 (2–1)                     | Tingvalla IP, Karlstad                        | 6 705         |           |                 |
| 1936 | Slottsbrons IF     | Västerås SK        | 2–1 (0–1)                     | Stockholms stadion                            | 11 700        |           |                 |
| 1937 | IF Göta            | Skutskärs IF       | 3–2 (1–1)                     | Stockholms stadion                            | 10 959        |           |                 |
| 1938 | Slottsbrons IF     | IFK Rättvik        | 5–2 (2–1)                     | Stockholms stadion                            | 15 186        |           |                 |
| 1939 | IK Huge            | Nässjö IF          | 5–2 (1–1)                     | Strömvallen, Gävle                            | 5 560         |           |                 |
| 1940 | IK Huge            | Sandvikens AIK     | 2–1 ( 1–0)                    | Stockholms stadion                            | 9 263         |           |                 |
| 1941 | Slottsbrons IF     | Sandvikens AIK     | 2–1 (1–1)                     | Stockholms stadion                            | 10 543        |           |                 |
| 1942 | Västerås SK        | Skutskärs IF       | 2–1 (1–1)                     | Stockholms stadion                            | 12 530        |           |                 |
| 1943 | Västerås SK        | Bollnäs GoIF       | 2–2 (1–2) 3–0 (1–0) omspel    | Stockholms stadion Laduviken, Stockholm       | 15 769 6 392  |           |                 |
| 1944 | Skutskärs IF       | Västerås SK        | 2–0 (2–0)                     | Stockholms stadion                            | 20 770        |           |                 |
| 1945 | Sandvikens AIK     | Slottsbrons IF     | 2–2, 3–2 (förlängning) (0–0)  | Stockholms stadion                            | 18 969        |           |                 |
| 1946 | Sandvikens AIK     | Västerås SK        | 0–0 5–3 (4–2) omspel          | Stockholms stadion                            | 20 144 20 598 |           |                 |
| 1947 | Brobergs IF        | Västerås SK        | 4–2 (3–1)                     | Stockholms stadion                            | 24 421        |           |                 |
| 1948 | Västerås SK        | Brobergs IF        | 4–1 (2–0)                     | Stockholms stadion                            | 26 617        |           |                 |
| 1949 | Nässjö IF          | Edsbyns IF         | 7–1 (2–1)                     | Perstorpsgölen, Eksjö                         | 14 809        |           |                 |
| 1950 | Västerås SK        | Sandvikens AIK     | 2–1 (1–0)                     | Stockholms stadion                            | 25 966        |           |                 |
| 1951 | Bollnäs GoIF       | Örebro SK          | 3–2 (0–1)                     | Stockholms stadion                            | 26 612        |           |                 |
| 1952 | Edsbyns IF         | IF Göta            | 1–0 (1–0)                     | Stockholms stadion                            | 25 815        |           |                 |
| 1953 | Edsbyns IF         | Nässjö IF          | 4–4 (1–0) 5–1 (1–0) omspel    | Stockholms stadion                            | 26 044 19 523 |           |                 |
| 1954 | Västanfors IF      | Örebro SK          | 1–1 (1–0) 2–1 (2–0), omspel   | Stockholms stadion Tunavallen, Eskilstuna     | 23 744 17 895 |           |                 |
| 1955 | Örebro SK          | Edsbyns IF         | 7–1 (5–1)                     | Stockholms stadion                            | 20 454        |           |                 |
| 1956 | Bollnäs GoIF       | Örebro SK          | 3–2 (1–1)                     | Stockholms stadion                            | 20 969        |           |                 |
| 1957 | Örebro SK          | Hammarby IF        | 2–1 (2–1)                     | Stockholms stadion                            | 25 937        |           |                 |
| 1958 | Örebro SK          | Edsbyns IF         | 3–1 (2–0)                     | Stockholms stadion                            | 18 767        |           |                 |
| 1959 | Skutskärs IF       | Västerås SK        | 2–1 (2–0)                     | Stockholms stadion                            | 27 420        |           |                 |
| 1960 | Västerås SK        | IK Sirius          | 3–1 (2–0)                     | Stockholms stadion                            | 24 179        |           |                 |
| 1961 | IK Sirius          | Edsbyns IF         | 3–1 (3–0)                     | Stockholms stadion                            | 19 190        |           |                 |
| 1962 | Edsbyns IF         | IK Sirius          | 3–2 (2–2)                     | Stockholms stadion                            | 14 023        |           |                 |
| 1963 | Brobergs IF        | Edsbyns IF         | 3–1 (2–0)                     | Stockholms stadion                            | 10 164        |           |                 |
| 1964 | Brobergs IF        | Skutskärs IF       | 1–1 (1–0) 4–1 (3–0), omspel   | Stockholms stadion Studenternas IP            | 12 387 12 379 |           |                 |
| 1965 | Örebro SK          | Brobergs IF        | 5–2 (2–0)                     | Stockholms stadion                            | 12 546        |           |                 |
| 1966 | IK Sirius          | Brobergs IF        | 5–0 (3–0)                     | Studenternas IP, Uppsala                      | 8 682         |           |                 |
| 1967 | Örebro SK          | IF Göta            | 3–1 (2–0)                     | Söderstadion, Stockholm                       | 10 952        |           |                 |
| 1968 | IK Sirius          | Örebro SK          | 4–1 ( 2–1)                    | Söderstadion                                  | 12 877        |           |                 |
| 1969 | Katrineholms SK    | Brobergs IF        | 5–1 (4–0)                     | Söderstadion                                  | 13 072        |           |                 |
| 1970 | Katrineholms SK    | Ljusdals BK        | 6–2 (1–1)                     | Söderstadion                                  | 10 834        |           |                 |
| 1971 | Falu BS            | Sandvikens AIK     | 2–0 (2–0)                     | Söderstadion                                  | 6 421         |           |                 |
| 1972 | Katrineholms SK    | Ljusdals BK        | 2–0 (1–0)                     | Söderstadion                                  | 14 484        |           |                 |
| 1973 | Västerås SK        | Örebro SK          | 4–1 (2–0)                     | Söderstadion                                  | 15 033        |           |                 |
| 1974 | Falu BS            | Katrineholms SK    | 3–0 (2–0)                     | Söderstadion                                  | 15 432        |           |                 |
| 1975 | Ljusdals BK        | Villa BK           | 8–4 (4–0)                     | Söderstadion                                  | 17 671        | SR/TV     |                 |
| 1976 | Brobergs IF        | Falu BS            | 6–2 (1–1)                     | Söderstadion                                  | 13 233        |           |                 |
| 1977 | Brobergs IF        | Sandvikens AIK     | 3–1 (1–1)                     | Söderstadion                                  | 12 913        |           |                 |
| 1978 | Edsbyns IF         | Västerås SK        | 6–4 (4–1)                     | Söderstadion                                  | 16 621        |           |                 |
| 1979 | IF Boltic          | Brobergs IF        | 7–4 ( 1–3)                    | Söderstadion                                  | 14 128        |           |                 |
| 1980 | IF Boltic          | Sandvikens AIK     | 5–3 ( 1–1)                    | Söderstadion                                  | 14 075        |           |                 |
| 1981 | IF Boltic          | Selånger SK        | 4–3 (2–2)                     | Söderstadion                                  | 14 233        |           |                 |
| 1982 | IF Boltic          | Edsbyns IF         | 3–2 (1–0)                     | Söderstadion                                  | 13 888        |           |                 |
| 1983 | IF Boltic          | Villa BK           | 5–0, 0–0, (0–0) (förlängning) | Söderstadion                                  | 18 110        |           |                 |
| 1984 | IF Boltic          | Edsbyns IF         | 2–0 (0–0)                     | Söderstadion                                  | 14 937        |           |                 |
| 1985 | IF Boltic          | IFK Motala         | 4–3 (3–1)                     | Söderstadion                                  | 14 629        |           |                 |
| 1986 | Vetlanda BK        | IF Boltic          | 2–1 (2–0)                     | Söderstadion                                  | 11 380        |           |                 |
| 1987 | IFK Motala         | IF Boltic          | 3–2 (0–1) (sudden death)      | Söderstadion                                  | 12 823        |           |                 |
| 1988 | IF Boltic          | Vetlanda BK        | 5–2 (1–0)                     | Söderstadion                                  | 10 073        |           |                 |
| 1989 | Västerås SK        | Vetlanda BK        | 7–3 (4–1)                     | Söderstadion                                  | 12 748        |           |                 |
| 1990 | Västerås SK        | Sandvikens AIK     | 6–3 (4–1)                     | Rocklunda IP, Västerås                        | 14 608        |           |                 |
| 1991 | Vetlanda BK        | Västerås SK        | 4–2 (2–2)                     | Studenternas IP, Uppsala                      | 15 855        |           |                 |
| 1992 | Vetlanda BK        | IF Boltic          | 4–3 (3–1)                     | Studenternas IP                               | 12 568        |           |                 |
| 1993 | Västerås SK        | IF Boltic          | 5–4 (1–3) (SD)                | Studenternas IP                               | 15 185        |           |                 |
| 1994 | Västerås SK        | Vetlanda BK        | 5–2 (0–1)                     | Studenternas IP                               | 15 412        | SVT1      | 437 000         |
| 1995 | IF Boltic          | Vetlanda BK        | 2–1 (1–0)                     | Studenternas IP                               | 12 088        | SVT2      | 515 000         |
| 1996 | Västerås SK        | Sandvikens AIK     | 7–3 (3–1)                     | Studenternas IP                               | 17 211        | SVT1      | 538 000         |
| 1997 | Sandvikens AIK     | Västerås SK        | 5–4 (4–3)                     | Studenternas IP                               | 17 488        | SVT1      | 429 000         |
| 1998 | Västerås SK        | Sandvikens AIK     | 6–4 (3–1)                     | Studenternas IP                               | 18 027        | SVT1      | 384 000         |
| 1999 | Västerås SK        | Falu BS            | 3–2 (2–1)                     | Studenternas IP                               | 19 122        | SVT1      | 432 000         |
| 2000 | Sandvikens AIK     | Hammarby IF        | 8–5 (4–2)                     | Studenternas IP                               | 21 503        | SVT1      | 547 000         |
| 2001 | Västerås SK        | Hammarby IF        | 4–3 (1–2)                     | Studenternas IP                               | 21 542        | SVT1      | 519 000         |
| 2002 | Sandvikens AIK     | Västerås SK        | 8–4 (2–2)                     | Studenternas IP                               | 21 612        | SVT1      | 418 000         |
| 2003 | Sandvikens AIK     | Hammarby IF        | 6–4 (2–2)                     | Studenternas IP                               | 21 804        | SVT1      | 519 000         |
| 2004 | Edsbyns IF         | Hammarby IF        | 7–6 (2–4)                     | Studenternas IP                               | 22 753        | SVT1      | 606 000         |
| 2005 | Edsbyns IF         | Sandvikens AIK     | 6–4 (3–2)                     | Studenternas IP                               | 22 952        | SVT1      | 511 000         |
| 2006 | Edsbyns IF         | Hammarby IF        | 6–2 (3–1)                     | Studenternas IP                               | 23 048        | SVT2      | 365 000         |
| 2007 | Edsbyns IF         | Hammarby IF        | 4–3 (0–2) (SD)                | Studenternas IP                               | 21 576        | SVT2      | 485 000         |
| 2008 | Edsbyns IF         | Sandvikens AIK     | 11–6 (6–2)                    | Studenternas IP                               | 19 513        | SVT       | 370 000         |
| 2009 | Västerås SK        | Edsbyns IF         | 5–4 (2–2)                     | Studenternas IP                               | 20 114        | SVT       | 415 000         |
| 2010 | Hammarby IF        | Bollnäs GoIF       | 3–1 (1–1, 0–0, 2–0)           | Studenternas IP                               | 25 560        | SVT       | 665 000         |
| 2011 | Sandvikens AIK     | Bollnäs GoIF       | 6–5 (3–2) (SD)                | Studenternas IP                               | 19 117        | SVT       | 223 000         |
| 2012 | Sandvikens AIK     | Villa Lidköping BK | 6–5 (5–1)                     | Studenternas IP                               | 19 646        | TV 4      | 371 000         |
| 2013 | Hammarby IF        | Sandvikens AIK     | 9–4 (5–3)                     | Friends Arena, Solna                          | 38 474        | TV 4      | 480 000 570 000 |
| 2014 | Sandvikens AIK     | Västerås SK        | 5–4 (2–1)                     | Friends Arena                                 | 20 497        | TV 4      | 258 000         |
| 2015 | Västerås SK        | Sandvikens AIK     | 6–4 (3–1)                     | Tele2 Arena, Stockholm                        | 15 877        | SVT2      | 162 000         |
| 2016 | Västerås SK        | Villa Lidköping BK | 5–2 (1–0)                     | Tele2 Arena                                   | 15 748        | SVT1      | 283 000         |
| 2017 | Edsbyns IF         | Bollnäs GoIF       | 3–1 (1–1)                     | Tele2 Arena                                   | 16 836        | SVT1      | 255 000         |
| 2018 | Edsbyns IF         | Sandvikens AIK     | 4–0 (0–0)                     | Studenternas IP                               | 18 114        | SVT1      | 343 000         |
| 2019 | Villa Lidköping BK | Västerås SK        | 8–4 (5–2)                     | Studenternas IP                               | 18 667        | SVT2      | 154 000         |
| 2020 | Edsbyns IF         | Villa Lidköping BK | 5–1 (3–0)                     | Studenternas IP                               | —             | SVT1      | 323 000         |
| 2021 | Villa Lidköping BK | AIK                | 5–4 (2–2) (SD)                | Recoverhallen, Uppsala                        | —             | SVT2      | 517 000         |
| 2022 | Edsbyns IF         | Villa Lidköping BK | 5-4 (4-3)                     | Studenternas IP                               | 12 649        | SVT2      | 188 000         |
| 2023 | Västerås SK        | Villa Lidköping BK | 3-2 (2-1) (SD)                | Studenternas IP                               | 12 458        | SVT2      | 164 000         |
| 2024 | Villa Lidköping BK | Västerås SK        | 7-6 (4-2) (SD)                | ABB Arena Syd, Västerås                       | 7 262         | SVT1/SVT2 | 232 000         |
| 2025 | Villa Lidköping BK | Edsbyns IF         | 7-3 (5-0)                     | ABB Arena Syd                                 | 7 321         | SVT       |                 |

- Källor: [44]

### Bronsmatch
Bronsmatch har spelats en gång, 2015. Hammarby IF slog Villa Lidköping BK med 6–5 på tilläggstid inför 5 128 åskådare på Tele2 Arena.

## Finaler, damer

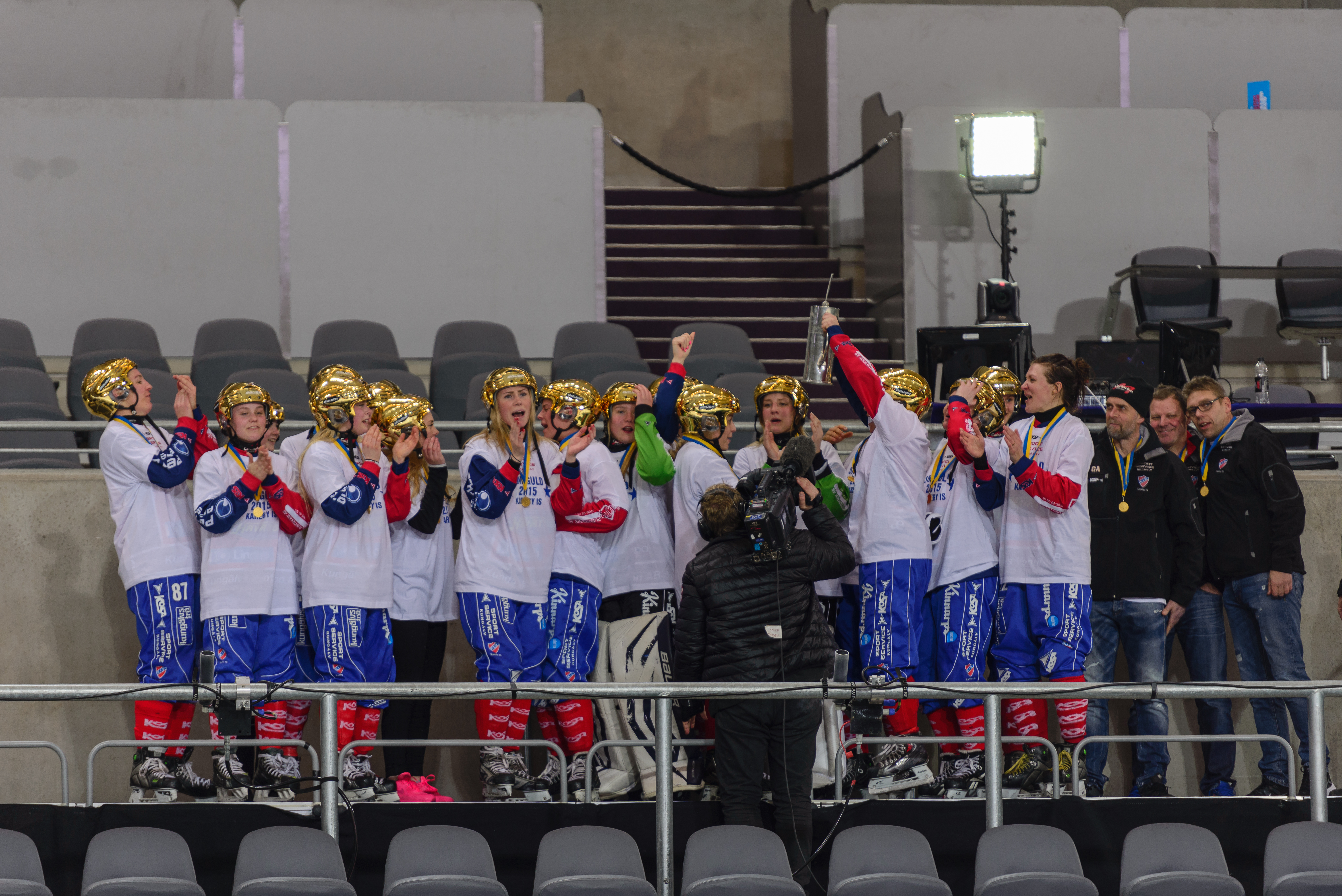
Kareby IS firar 3–1-segern mot AIK i 2015 års damfinal.

Damernas finaler har spelats från och med 1973. Under ett par år innan dess spelades riksfinaler, som formellt inte hade SM-status.
| År   | Svenska mästare    | Finalmotståndare   | Finalresultat          | Spelplats                | Publik | TV   | Tittare |
| ---- | ------------------ | ------------------ | ---------------------- | ------------------------ | ------ | ---- | ------- |
| 1973 | IK Göta            | Katrineholms SK    | 9–6                    | Rocklunda, Västerås      |        |      |         |
| 1974 | Katrineholms SK    | IK Göta            | 8–2                    | Söderstadion, Stockholm  |        |      |         |
| 1975 | Katrineholms SK    | Tranås BoIS        | 8–3                    | Backavallen, Katrineholm |        |      |         |
| 1976 | IK Göta            | Katrineholms SK    | 8–3                    | Backavallen, Katrineholm |        |      |         |
| 1977 | IK Göta            | Katrineholms SK    | 7–4                    | Söderstadion, Stockholm  |        |      |         |
| 1978 | IK Göta            | Katrineholms SK    | 5–4                    | Söderstadion, Stockholm  | 202    |      |         |
| 1979 | IK Göta            | Katrineholms SK    | 2–0                    | Söderstadion, Stockholm  |        |      |         |
| 1980 | IK Göta            | Edsbyns IF         | 9–1                    | Söderstadion, Stockholm  | >1 000 |      |         |
| 1981 | IK Göta            | Selånger SK        | 1–4                    | Söderstadion, Stockholm  | 100    |      |         |
| 1982 | IF Boltic          | IK Göta            | 7–3                    | Söderstadion, Stockholm  |        |      |         |
| 1983 | IK Göta            | IF Boltic          | 5–2                    | Söderstadion, Stockholm  | 500    |      |         |
| 1984 | IF Boltic          | IFK Kungälv        | 6–1                    | Söderstadion, Stockholm  | 322    |      |         |
| 1985 | IF Boltic          | Västerstrands AIK  | 4–2                    | Söderstadion, Stockholm  |        |      |         |
| 1986 | IF Boltic          | Stångebro BK       | 5–2                    | Söderstadion, Stockholm  |        |      |         |
| 1987 | IF Boltic          | Stångebro BK       | 14–3                   | Söderstadion, Stockholm  |        |      |         |
| 1988 | AIK                | IF Boltic          | 7–1                    | Söderstadion, Stockholm  |        |      |         |
| 1989 | IF Boltic          | Sandvikens AIK     | 5–4                    | Söderstadion, Stockholm  |        |      |         |
| 1990 | AIK                | IF Boltic          | 3–1                    | Rocklunda, Västerås      | 615    |      |         |
| 1991 | Västerstrands AIK  | Sandvikens AIK     | 9–0                    | Studenternas IP, Uppsala | 1 500  |      |         |
| 1992 | Västerstrands AIK  | Sandvikens AIK     | 7–3                    | Studenternas IP          | 854    |      |         |
| 1993 | Sandvikens AIK     | Västerstrands AIK  | 6–5 förl.              | Studenternas IP          | 755    |      |         |
| 1994 | Västerstrands AIK  | AIK                | 9–4                    | Studenternas IP          |        |      |         |
| 1995 | AIK                | Västerstrands AIK  | 6–4                    | Studenternas IP          | 1 100  |      |         |
| 1996 | AIK                | Västerstrands AIK  | 5–4                    | Studenternas IP          |        |      |         |
| 1997 | Västerstrands AIK  | Kareby IS          | 2–1                    | Studenternas IP          | 1 007  |      |         |
| 1998 | AIK                | Kareby IS          | 7–4                    | Studenternas IP          | 1 720  |      |         |
| 1999 | AIK                | Kareby IS          | 6–3                    | Studenternas IP          | 1 009  |      |         |
| 2000 | AIK                | Västerstrands AIK  | 5–4                    | Studenternas IP          | 1 200  |      |         |
| 2001 | Västerstrands AIK  | AIK                | 4–2                    | Studenternas IP          | 1 315  |      |         |
| 2002 | Västerstrands AIK  | AIK                | 7–6 SD                 | Studenternas IP          | 2 089  |      |         |
| 2003 | AIK                | Sandvikens AIK     | 10–0                   | Studenternas IP          | 2 560  |      |         |
| 2004 | AIK                | Västerstrands AIK  | 4–1                    | Studenternas IP          | 3 174  |      |         |
| 2005 | AIK                | Västerstrands AIK  | 3–1 (1–0)              | Studenternas IP          | 3 902  |      |         |
| 2006 | AIK                | Västerstrands AIK  | 4–2                    | Studenternas IP          | 3 223  |      |         |
| 2007 | Sandvikens AIK     | Västerstrands AIK  | 5–1                    | Studenternas IP          | 1 200  |      |         |
| 2008 | AIK                | IFK Nässjö         | 3–0                    | Studenternas IP          | 1 850  |      |         |
| 2009 | IFK Nässjö         | AIK                | 2–1                    | Studenternas IP          | 2 735  |      |         |
| 2010 | AIK                | IFK Nässjö         | 5–3                    | Studenternas IP          | 1 143  |      |         |
| 2011 | Kareby IS          | AIK                | 3–2 (1–1)              | Studenternas IP          | 983    |      |         |
| 2012 | AIK                | Sandvikens AIK     | 5–4 (4–2) SD           | Studenternas IP          | 2 237  |      |         |
| 2013 | Sandvikens AIK     | AIK                | 4–2 (3–1)              | Friends Arena, Solna     | 2 216  |      |         |
| 2014 | AIK                | Kareby IS          | 5–1 (0–1)              | Friends Arena            | 1227   |      |         |
| 2015 | Kareby IS          | AIK                | 3–1 (3–1)              | Tele2 Arena, Stockholm   | 1 429  |      |         |
| 2016 | Kareby IS          | AIK                | 3–1 (1–0)              | Tele2 Arena              | 1 114  | SVT2 |         |
| 2017 | Kareby IS          | Västerås SK        | 3–1 (1–0)              | Tele2 Arena              | 1 633  | SVT2 |         |
| 2018 | Skutskärs IF       | AIK                | 3–2 (1–1)              | Studenternas IP          | 5 198  | SVT2 | 62 000  |
| 2019 | Västerås SK        | Skutskärs IF       | 3–3 (2–1), 5–3 e. str. | Studenternas IP          | 6 478  | SVT2 | 114 000 |
| 2020 | Västerås SK        | Skutskärs IF       | 4–3 (1–1)              | Studenternas IP          | —      | SVT1 | 154 000 |
| 2021 | Villa Lidköping BK | Västerås SK        | 6–3 (3–2)              | Recoverhallen, Uppsala   | —      | SVT1 |         |
| 2022 | Villa Lidköping BK | AIK                | 4-0 (2-0)              | Studenternas IP          | 4 735  | SVT  |         |
| 2023 | Villa Lidköping BK | Västerås SK        | 8-1 (3-0)              | Studenternas IP          | 2 756  | SVT  | 60 000  |
| 2024 | Villa Lidköping BK | Västerås SK        | 7-4 (4-2)              | ABB Arena Syd, Västerås  | 2 314  | SVT2 | 78 000  |
| 2025 | Västerås SK        | Villa Lidköping BK | 7-3 (2-2)              | ABB Arena Syd            | 2 325  | SVT  |         |

## Mesta mästare

### Herrar
| Titlar | Förening                                                                  |
| ------ | ------------------------------------------------------------------------- |
| 21     | Västerås SK                                                               |
| 13     | Edsbyns IF                                                                |
| 12     | IFK Uppsala                                                               |
| 9      | IF Boltic, Sandvikens AIK                                                 |
| 5      | Örebro SK, IK Sirius, Brobergs IF                                         |
| 4      | IK Göta, Slottsbrons IF, Villa Lidköping                                  |
| 3      | AIK, IF Göta, Katrineholms SK, Vetlanda BK                                |
| 2      | Bollnäs GoIF, Djurgårdens IF, Falu BS, IK Huge, Skutskärs IF, Hammarby IF |
| 1      | SK Tirfing, Nässjö IF, Västanfors IF, Ljusdals BK, IFK Motala             |

Bland spelare har Sune Almkvist vunnit flest SM-guld. Han vann åren 1907–1920 11 SM-guld, spelandes för IFK Uppsala.

### Damer
| Titlar | Förening                      |
| ------ | ----------------------------- |
| 15     | AIK                           |
| 8      | IK Göta                       |
| 6      | Västerstrands AIK, IF Boltic  |
| 4      | Kareby IS, Villa Lidköping BK |
| 3      | Sandvikens AIK, Västerås SK   |
| 2      | Katrineholms SK               |
| 1      | IFK Nässjö, Skutskärs IF      |

Bland spelare har två spelare vunnit 12 SM-guld vardera. De båda är Anna-Karin Olsson (mellan 1982 och 2004, spelandes både för IF Boltic och AIK) och Mikaela Hasselgren (spelande för AIK).

## Herr- och dammästare samma år
| Antal tillfällen | Klubb                        |
| ---------------- | ---------------------------- |
| 3                | IF Boltic (1982, 1984, 1985) |
| 2                | Villa Lidköping (2021, 2024) |

## Maratontabeller antal finaler

### Herrar
| - 1 Västerås SK (38) - 2 Sandvikens AIK (23) - 3 Edsbyns IF (20) - 4 IFK Uppsala (14) - 5 IF Boltic (13) - 6 IK Sirius (10) - 6 Brobergs IF (10) - 6 Örebro SK (10) - 9 Hammarby IF (9) - 10 Djurgårdens IF (7) - 10 IF Göta (7) - 10 Vetlanda BK (7) - 10 Villa Lidköping BK (7) - 14 AIK (6) - 14 Bollnäs GoIF (6) - 16 IK Göta (5) - 16 Slottsbrons IF (5) - 16 Skutskärs IF (5) - 19 Katrineholms SK (4) - 20 IF Linnéa (3) - 20 Nässjö IF (3) - 20 Ljusdals BK (3) - 20 Falu BS (3) - 24 IK Huge (2) - 24 IFK Motala (2) - 26 IFK Gävle (1) - 26 Östergötlands BF (1) - 26 IFK Stockholm (1) - 26 SK Tirfing (1) - 26 IFK Rättvik (1) - 26 Västanfors IF (1) - 26 Selånger SK (1) |

### Damer
| - 1 AIK (24) - 2 Västerstrands AIK (15) - 3 IK Göta (10) - 4 IF Boltic, Kareby IS (10) - 6 Katrineholms SK, Sandvikens AIK (8) - 7 Västerås SK (5) - 8 IFK Nässjö, Skutskärs IF (3) - 11 Stångebro BK (2) - 12 Tranås BoIS, Edsbyns IF, Selånger SK, IFK Kungälv (1) |

## Finalplatser
- Albano, Brunnsviken, Stockholm (3 finaler)
- Boulognerskogen (Gavleån), Gävle
- Stockholms idrottspark
- Laduviken, Stockholm
- Norrköpings Idrottspark, Norrköping
- Perstorpsgölen, utanför Eksjö
- Recoverhallen, Uppsala (1 final)
- Rocklunda IP, Västerås
- Råstasjön, Råsunda
- Sandbäckstjärnet, Karlstad
- Stockholms stadion, Stockholm (50 finaler)
- Strömvallen, Gävle
- Studenternas IP, Uppsala (24 finaler)
- Söderstadion, Stockholm  (23 finaler)
- Tingvalla IP, Karlstad
- Tunavallen, Eskilstuna
- Friends Arena, Solna (2 finaler)
- Tele2 Arena, Stockholm (3 finaler)

Publikrekordet för svensk bandy sattes på Friends Arena den 17 mars 2013 då det var 38 474 åskådare på finalen mellan Hammarby IF och Sandvikens AIK.
Damfinalerna har spelats i Stockholmsområdet och från 1991 Uppsala, utom 1973 och 1990 då de spelades i Västerås och 1975 och 1976 i Katrineholm. Numera spelas de på samma arena och antingen tidigare under samma dag som herrfinalen, eller föregående dag.

### Sjöisfinaler
Åtta finaler har arrangerats på tillfrusna sjöar och åar, den senaste 1949. Eftersom sjöis kan vara osäker och ojämn och man numera har bra möjligheter till konstfrusna bandyplaner, lär det aldrig hända igen att man spelar finalen på sjöis.
Den senaste finalen på sjöis gick av stapeln 1949, på Perstorpsgölen utanför Eksjö. Det kom uppskattningsvis mer än 17 000 åskådare, varav 14 809 betalade entré.
- 1907 – Gavleån, Boulognerskogen, Gävle
- 1910 – Albano-banan, Brunnsviken, Stockholm
- 1912 – Råstasjön vid Råsunda, Solna
- 1914 – Albano-banan, Brunnsviken, Stockholm
- 1915 – Albano-banan, Brunnsviken, Stockholm
- 1934 – Sandbäckstjärnet, Karlstad
- 1943 – Laduviken, Stockholm
- 1949 – Perstorpsgölen, Eksjö

### Inomhusfinaler
Mellan 2013 och 2017 spelades finalen inomhus. De två första åren som finalen arrangerades inomhus, var man på Friends Arena i Solna, fotbollens nationalarena, och därefter var man på Tele2 Arena, som ligger närmare klassisk bandymark (Söderstadion, som har varit spelplatsen för 23 finaler, låg alldeles intill den plats där Tele2 Arena nu ligger).